# 美屬台灣群島方案
美屬臺灣群島方案，簡稱美屬臺灣，為臺灣政治用語，用來稱呼主張臺灣為美國「未合併領土」（Unincorporated Territory）的政治名詞，不同於臺灣建州運動（The Formosan Statehood Movement）。由於行事風格及其理論頗受爭議，統派、獨派都有人反對。2009年2月12日，台灣平民政府籌備會中央委員會發佈公告，定名為屬美建國派。不過2009年10月美國最高法院駁回林志昇控美案上訴之後，林志昇等人改弦易轍開始宣傳日屬美佔台灣自治方案；並於2009年12月林志昇發表〈台灣切割中國之後（2）〉一文，正式開始使用日屬美佔一詞。

## 緣起
美屬派的核心理論是以國際法作為基礎，主張：台灣是日本投降後，依國際法交由美國託管；中華民國佔領台灣，在國際法上未必享有領有權；台灣地位不確定論因此產生。更進一步德裔美國人何瑞元於2003年提出已得到某些51俱樂部（The 51st Club of Taiwan，主張台灣應該成為美國第51州）成員支持；並到處找台獨團體（包括群策會、台灣北社、建國廣場等）辯論，要求推廣支持。2004年12月24日，何瑞元應邀參加建國廣場電台節目，與建國廣場負責人傅雲欽對談；結果何瑞元的美屬理論無法說服傅雲欽。2005年，何瑞元與林志昇合作推廣美屬理論，林志昇成為何瑞元美屬理論的台灣代理人。林志昇曾經是投資中國大陸失敗的台商，回到台灣後先後任職環球電視與嘉廷電視的經理人，不過最後是以造成鉅額虧損離職和結束營業收場。

## 釋義
「美屬」是指在2004年左右在台灣興起的政治團體。美屬台灣群島方案主張：台灣法律地位從第二次世界大戰結束以來，一直為美國「未合併領土」（Unincorporated Territory）。按照美屬理論所理解的舊金山和約、中美三個聯合公報、台灣關係法、美國憲法、戰爭法、國際法等等綜合演繹結果，台灣「自動成為」美國第六個列島區海外領土。
最初將何瑞元美屬理論正式稱為美屬台灣群島方案的就是台灣建州運動工作者所命名，其目的是用於區分台灣建州運動和何瑞元美屬理論的不同；由於美屬台灣群島方案不同於台灣建州運動的主張讓台灣成為美國第51州，加上美屬派的領導班底與台灣建州運動有過一段時間的密切合作的歷史，經常造成一般人乃至於台灣媒體認知上的混淆。
台灣建州運動與美屬台灣群島方案的差異為：
1. 建州派主張台灣人民以公民投票循序漸進加入美國，最後成為美國的一州；例如周振堅（周威霖）的台灣民主共和黨[5]，與同屬許榮棋的台灣聯邦黨與台灣之聲廣播電台[6][7]。而美屬派主張從舊金山和約與美國憲法入手，透過控告美國行政機關的司法訴訟使台灣成為美國的海外領土，不過這只是一個過渡階段；最後的階段，按照何瑞元的「航道論」（flight-path）[8]，中華人民共和國是台灣與澎湖當地的合法政府，因此美國會把台灣交給中國[9]。然而這樣的觀點一定會被台獨團體質疑其立場。在林志昇成為何瑞元的代理人之後，將航道論做了補充，提出了「創建台灣臨時平民政府」的選項。不過林志昇並未將何瑞元的航道論完全排除[10][11]，包括美屬派文宣要角鄧芬慧[12]與蕭惟仁[13]的美屬宣傳文件都明確把「美國選擇將台灣主權交給中華人民共和國」列為第一優先選項；2009年9月1日以林志昇名義發表的〈抗議美國長期漠視台灣人的權益：AIT前靜坐活動的新聞採訪通知〉修正一版，清楚地將「美國選擇將台灣主權交給中華人民共和國」這段文字標明出來[14]；這一段後來加上的文字敘述，受到了台獨律師江建祥的強烈質疑[15]。
2. 建州派對於台灣主權的主張，是採「美國政治監護說」。美屬派對於台灣主權的看法是：美國是台灣的主要佔領權國，所以握有台灣主權。不過，鄧芬慧至今仍不時宣傳建州派「美國政治監護台灣主權」的觀點。

目前與過去，在台灣主張美屬台灣群島方案理論的政治團體與著名人物有：
1. 以林志昇為首的林（林志昇）何（何瑞元）團隊。2008年2月2日，台灣平民民主黨主席林志昇結合了台灣平民民主黨（代表人為副主席林義憲）、台灣平民共和黨（代表人為蔡重吉）、建國黨（代表人為吳景祥）、制憲聯盟（代表人為黃千明）、農民黨（代表人為張銘顯）、汎美聯盟（代表人為侯晴耀）、台灣二二八關懷總會（代表人為周振才）等政治團體，在台北市福華國際文教會館成立了台灣平民政府籌備會[16][17]。其中保護台灣大聯盟雖列名舉辦單位，卻沒有掛牌列席。會中由林志昇擔任台灣平民政府籌備會召集人，鄧芬慧擔任台灣平民政府籌備會發言人。不過現今，蔡重吉已經辭世，黃千明與吳景祥沒有實質參與林志昇等人的組織運作，侯晴耀已於2010年年底退出林志昇等人的組織運作。
2. 以城仲模為首的第三屆李登輝之友會全國總會。 2008年6月19日，在李登輝的屬意下，城仲模接任第三屆李登輝之友會總會長一職，身為台灣平民政府籌備會顧問「雙模」之一的城仲模推薦台灣平民政府籌備會召集人林志昇為李登輝之友會總會秘書長。黃崑虎另組「台灣之友會」與卸任李登輝之友會總會長後，李登輝之友會在台灣本土社團被邊緣化的現實和組織面臨重建。由於濫用李登輝的名義推動美屬台灣群島方案造成李登輝支持者內部的路線爭議，2009年6月19日林志昇離職，2009年8月8日城仲模辭職。
3. 以第三屆李登輝之友會全國總會為基礎，並因應林志昇控美案連續兩次的敗訴；2009年5月2日，城仲模另行成立「福爾摩莎法理建國會」並擔任會長，林志昇擔任福爾摩莎法理建國會執行長。 2009年9月6日，福爾摩莎法理建國黨在中華民國內政部民政司正式登記註冊，黨主席為城仲模。2010年4月25日，台灣平民政府籌備會召開全球代表大會；城仲模掛名就任台灣平民政府籌備會主席，原台灣平民政府籌備會召集人林志昇轉任台灣平民政府籌備會秘書長並兼任台灣平民政府籌備會國安參謀聯席會議執行長。
4. 以蘇南成為首的「蘇南成智庫」，在林志昇於2006年高雄市長選舉慘敗之後，時任林志昇競選總幹事的蘇南成宣布與林志昇劃清界線。 [18]蘇南成亟欲爭取何瑞元的加盟，成為何瑞元的美屬理論的台灣總代理；然而何瑞元還是選擇與林志昇合作。除蘇南成本人擔任蘇南成智庫執行長外，代表人物為蕭惟仁、蘇松本。不過近年來，除蕭惟仁繼續主張美屬理論外，蘇南成等人已經不再繼續宣傳。
5. 以陳祖賢為首的「台灣平民行動黨」。台灣平民行動黨在2007年3月建黨後，由於林志昇集團組織內部的金錢糾紛加劇以及重要成員發生多次嚴重內訌，創黨黨主席林志昇辭職，超過半年的時間沒有黨主席。2008年2月，陳祖賢就任台灣平民行動黨第二任黨主席，獲得台灣內政部民政司的承認在案；陳祖賢並尊林志昇為台灣平民行動黨榮譽黨主席[19]。2010年12月，陳祖賢辭世，由潘良華任黨主席，並變更黨名為「台灣平民共和黨」[20]。
6. 極力主張台灣與中國推動「一國一制」達成統一的前海基會副董事長張俊宏[21]，先後於2008年9月15日[22]、2009年5月7日[23]與2009年9月29日[24]呼應美屬論述的核心主張；張俊宏競選南投縣長期間，城仲模與林志昇多次前往輔選助講、並宣揚其美屬論述[25]。

## 主張
其主張是根據舊金山和約與戰後歷史推斷；認為台灣目前為美國未合併領土，並要求美國接管台灣。當美國海軍的航空母艦戰鬥群在台灣附近，林志昇就會宣傳「美國海軍陸戰隊即將登陸台灣」的訊息。
在林志昇參選高雄市市長的同時，西元2006年10月下旬發起控告美國政府的行動；但美國聯邦法院與美國政府對其主張以冷處理與不評論的態度應對。2007年6月2日，林志昇接見日本「大阪日台交流協會」會長野口一，開始主張「日本是台灣母國」的台灣日屬理論，作為其政治生命延續轉進的資本；同時為了擴大支持與籌募資金，2008年3月由鄧芬慧設計樣本並籌備發行「台灣割讓區美國國民護照」，美屬與「日屬」（即恢復日本統治）兩個方案同時進行宣傳。
2012年9月26日，林志昇向中天新聞記者表示，持有台灣民政府身分證的人，日後到美國在台協會（AIT）辦美國簽證，可以不用經過面試官的面試，就能拿到簽證，「這是當時美國國家單位跟我們談的」；記者向AIT發言人裴士蓮（Sheila Paskman）查證，裴士蓮回覆：「所有申請美國簽證的人，都必須到美國在台協會面談。」

## 成員
初期合作成員以何瑞元、王雲程（筆名雲程）、黃育旗、許榮棋以及周威霖等51俱樂部成員為主，後來因為內訌（金錢糾紛問題）而拆夥，黃育旗、許榮棋出走。王雲程後來不與之為伍，並在2007年1月於憬藝企業出版、獲得金恆煒撰文推薦之著作《放眼國際：領土地位變遷與台灣》下冊第458頁否認台灣領土主權的管理國在美國，改稱在聯合國的國際社會。2008年9月2日，王雲程投稿《自由時報》，標題為〈台灣 UN下的特別自治區〉。
2005年何瑞元與在中國大陸投資失敗的台商林志昇合作，並還包括建國黨、保護台灣大聯盟、以及曾經主張「一國一制」的台灣統派團體台灣大地文教基金會等組織，一起推廣何瑞元的美屬理論。
2005年5月任務型國代選舉，代表建國黨宣稱外獨會提名的林志昇當選；6月，林志昇發表辭職聲明。在國代選舉中呼籲支持林志昇的台灣建州運動發起人周威霖，選後與林志昇因出書問題認知差距發生金錢糾紛。原本為周威霖網路宣傳建州理念的鄧芬慧與周威霖反目成仇，自此加入林志昇與何瑞元的團隊；隨後周威霖台灣建州論述的支持者陳祖賢也投入林志昇陣營，加上蘇南成與蕭惟仁的加入宣傳，美屬台灣群島方案在此時走入全盛時期。林志昇在一片形勢大好的氛圍下，決定參選高雄市長，並將主要競選目標鎖定在民主進步黨的候選人陳菊。
2006年12月林志昇參選高雄市長以最低得票數1746票落選，林志昇的競選總幹事蘇南成與林志昇劃清界限、分道揚鑣。
2007年3月，在林何美屬理論所謂的中華民國流亡政府的體制之下報備成立政黨；林志昇等人以台灣平民行動黨掛牌上市，由於市議員保證金墊款與支持者捐款處置不當，導致財務糾紛以及柳信福、陳祖賢、林義憲和鄧芬慧之間的內訌；林志昇無力敉平，辭去台灣平民行動黨主席職位。2007年6月，林志昇又成立了台灣平民民主黨，但內訌仍持續至今；甚至對簿公堂，要求他們所謂的中華民國流亡政府替他們的政治鬥爭、金錢糾紛、人格毀謗作司法裁判。然而按照林何論述的精神，既然可以依法領取甚至自行發行美國護照，美國法院應該才是司法管轄審理機關。
2008年6月16日，根據台灣平民民主黨的公告，陳祖賢已經被台灣平民民主黨開除黨籍並喪失中常委、中央委員資格。2018年1月31日，中華民國內政部公告，台灣平民民主黨於1月6日召開黨員大會決議解散。

## 林志昇向美請願案記事
2008年3月18日美國聯邦地方法院宣判，根據判決文，有如下記載。

- The basis for Plaintiffs claims that they are nationals of the United States is that the United States is allegedly exercising sovereignty over Taiwan. Considering that the United States is holding de jure sovereignty over Taiwan, the Taiwanese people owe permanent allegiance to the United States and have the status of United States nationals (as opposed to citizens). The Plaintiffs would have the Court address a quintessential political question and trespass into the extremely delicate relationship between and among the United States, Taiwan and China. This it is without jurisdiction to do.
- 原告宣稱，他們是美國國民，是基於所謂的美國主權及於台灣；因此，基於美國對台灣擁有法理主權的考量，這些台灣人負有對美效忠的義務並擁有美國國民身份（非公民）。原告希望本院對此政治問題發表聲明，並涉入相當複雜的美中台三方關係；這是司法權管轄不到的。

- The determination of who is sovereign over specific territory is non-justiciable. "Who is the sovereign,de jure or de facto, of a territory, is not a judicial, but a political,question,the determination of which by the legislative and executive of any government conclusively binds the judges, as well as all other officers, citizens, and subjects of that government. This principle has always been upheld by this court, and has been affirmed under a great variety of circumstances."

("The determination of sovereignty over an area, the Supreme Court has held, is for the legislative and executive departments") 

- 誰對某地區擁有主權，是無法作司法裁判的。誰對某地區擁有法理或事實主權，是政治問題、不是司法問題。任何政府的立法和行政決策，對法官及其他官員、公民、政府機關單位均產生約束力。本院一向贊同這個原則，這可從過去各類的判例驗證。（最高法院也贊同：一個地區主權的認定，是立法和行政部門的事。）

- Plaintiffs ask the Court to interpret General Order No. 1, which was issued by General MacArthur as Supreme Commander of the Allied Powers-not by the Executive Branch of the United States Government. They acknowledge that the treaty actually negotiated and signed by the United States, the SFPT, only recognized that Japan had ceded sovereignty over Taiwan and did not address post-war sovereignty over Taiwan. "Interpreting" the SFPT, therefore, is of no assistance in this matter and the Court is without standards or boundaries to guide it in "interpreting" General Order No. 1.

- 原告要求本院解釋《一般命令第一號》；但是該命令是盟軍最高統帥麥克阿瑟發的，不是美國行政部門。原告認為，美國參與會議並簽字的《舊金山條約》只承認日本割讓對台主權，並沒有指定戰後台灣的主權屬誰。因此，解釋《舊金山條約》對本案也沒有幫助，而且本院也不具法源與權限去解釋《一般命令第一號》。

2009年4月7日美國聯邦上訴法院宣判，根據判決書引言部分，有如下記載。

- America and China's tumultuous relationship over the past sixty years has trapped the inhabitants of Taiwan in political purgatory. During this time the people on Taiwan have lived without any uniformly recognized government. In practical terms, this means they have uncertain status in the world community which infects the population's day-to-day lives.
- 美國與中國過去60年間爭吵不休之關係，讓台灣住民（the inhabitants of Taiwan）陷入政治煉獄中。在此期間，台灣人民（the people on Taiwan）生活在無普遍承認的政府統治之下；以實務角度言之，他們在國際社會中並無確定的地位（uncertain status），已影響到這些人的日常生活。
- In 1949, China’s civil war—a battle between Chinese nationalists and communists—ended; mainland China fell to the communists and became the People’s Republic of China ("P.R.C."), forcing Chiang Kai-shek to flee to Taiwan and re-establish the Republic of China ("R.O.C.") in exile.
- 1949年，中國內戰——一場國共戰爭——結束，中國大陸落入共產黨的手中成為(P.R.C.)中華人民共和國，蔣介石的部隊逃往台灣且重建流亡的(R.O.C)中華民國。
- The SFPT does not declare which government exercises sovereignty over Taiwan. It does generally identify the United States as "the principal occupying Power," but does not indicate over what. Id. at art. 23(a).
- 《舊金山和約》並未聲明哪一個政府對台灣行使主權，它一般地做了確認美國是「主要佔領國」，但並未指示美國對台灣行使主權。[翻譯僅供參考]

2009年10月5日，美國最高法院官方網站公布否決了林志昇控美案。

- No. 09-33

Title: Roger C. S. Lin, et al., Petitioners 
v. 
United States 
Docketed: July 8, 2009 
Lower Ct: United States Court of Appeals for the District of Columbia Circuit 
Case Nos.: (08-5078) 
Decision Date: April 7, 2009 
Date            Proceedings  and  Orders
Jul 6 2009 Petition for a writ of certiorari filed. (Response due August 7, 2009)
  
Aug 3 2009 Waiver of right of respondent United States to respond filed.
  
Aug 5 2009 DISTRIBUTED for Conference of September 29, 2009.

Oct 5 2009 Petition DENIED.

## 外部連結
- 臺灣民政府第十九屆法理建國學院|Youtube （页面存档备份，存于）
- 臺灣民政府第五期高級行政參議|Youtube （页面存档备份，存于）